# Pardines (Puy-de-Dôme)
Pardines ist eine französische Gemeinde mit 301 Einwohnern (Stand: 1. Januar 2022) im Département Puy-de-Dôme in der Region Auvergne-Rhône-Alpes (vor 2016 Auvergne). Sie gehört zum Arrondissement Issoire und zum Kanton Issoire. 

## Geographie
Pardines liegt etwa 24 Kilometer südsüdöstlich von Clermont-Ferrand. Umgeben wird Pardines von den Nachbargemeinden Chadeleuf im Norden, Saint-Yvoine im Osten und Nordosten, Issoire im Osten und Südosten, Perrier im Süden, Meilhaud im Südwesten, Les Deux-Rives im Westen sowie Neschers im Nordwesten.

## Bevölkerungsentwicklung
| Jahr                       | 1962 | 1968 | 1975 | 1982 | 1990 | 1999 | 2006 | 2013 |
| Einwohner                  | 178  | 199  | 187  | 187  | 195  | 180  | 184  | 240  |
| Quellen: Cassini und INSEE |      |      |      |      |      |      |      |      |

## Sehenswürdigkeiten
- Kirche Saint-Martial
- Ortsbefestigung